# Microlino
A Microlino a svájci Micro Mobility Systems (rövidítve Micro) városi és kompakt elektromos miniautója, amelyet kvadracikliként hagytak jóvá a keskeny hátsó kerekeivel.
A Micro Mobility Systems elektromos robogókat gyártó Isetta, a Microlino modern interpretációja prototípus formájában a 2016-os Genfi Nemzetközi Autószalonon, majd gyakorlatilag a Frankfurti Autószalonon 2017 szeptemberében kerül bemutatásra.
2018 januárjában a Micro Mobility Systems a Brüsszeli Autószalonon mutatta be a gyártás előtti változatát, amelyet az olasz Tazzari autógyártóval közösen készítettek. Már gyártanak egy Tazzari Zero nevű elektromos kocsit, és ehhez hasonlóan a Microlino is a nehéz négykerekűek, nem pedig a személyautók osztályába tartozik. Ezért Franciaországban 16 ans elérhető B1-es jogosítvánnyal.
A Microlino août 2018 kapta meg az európai jóváhagyást a nehéz négykerekű kategóriában gyártását a második félév végére tervezik Imolában a Tazzari gyárban, és 12 000 euros áron kerül forgalomba.
2018 decemberében a gyártó bejelentette, hogy a Tazzari kivonul a projektből, és a Microlinót 2019 elején Németországban, az Artega sportkocsigyártónál gyárthatják majd. Végül a termelés Olaszországban marad a torinói gyárban.
Majdnem végleges változatát a 2018-as Genfi Nemzetközi Autószalonon mutatják be LiFePo4 típusú akkumulátorral. A szériaváltozatot 2021 szeptemberében mutatták be a Müncheni Autószalonon, új akkumulátorral, hivatalosan pedig 2021 szeptember 21-étől kerül forgalomba a nehéz négykerekű kategóriában (L7e).
2024. február 26-án a gyártó bemutatta a Microlino Lite változatát a 90 Genfi Autószalonon. Ez 45 km/órás változatot, és 14 éves kortól elérhető.

### Tervezés
A Microlino-t az 1953-as Iso Rivolta Isetta ihlette, amelynek modernizált vonalait követi. Őseihez hasonlóan egyetlen elülső ajtót kap, amellyel két személyre tervezett utasterébe juthat be, valamint egy csomagtérajtót, amely egy 300  csomagtartóra nyílik.

## Technikai sajátosságok
A Microlino egy 2,44 méter hosszú és 1,5 méter széles városi miniautó, 500 kg-os össztömeggel (akkumulátorok nélkül 450 kg). Ez a könnyű súly lehetővé teszi, hogy egy négykerekű (néha kocsi) szabályozása alatt álljon.
A BMW Isettát egy 245   négyütemű egyhengeres benzinmotor hajtotta, amelyet a BMW R27 -ből, az Isetta VELAM-ból és az Isetta ROMI-ból egy kétütemű ikerhengeres hajtott. A Microlino elektromos motort kap, amelyet lítium-vas-foszfát akkumulátor hajt.

### Motorok
Az elektromos kocsi 100%-ban elektromos motorral van felszerelve, 12,5 kW (16 LE) teljesítménnyel és 89 Nm nyomatékkal. 0   terjedhet 5 secondes alatt 90 maximális sebességnél.
A Microlino Lite 6   motorral rendelkezik (max. 9   csúcsteljesítmény), és 45 re korlátozódik.

### Elemek
A Microlino választhat a BMZ Group által gyártott NMC (nikkel-mangán-kobalt) akkumulátor közül, 6   kapacitással, ami 95   hatótávolságot biztosít, vagy 10,5   175   hatótávolság esetén, vagy 14,4  .  NCA (nikkel-kobalt-alumínium) akkumulátor 230   megtételére újratöltés nélkül
A Microlino Lite választhatóan 5,5   NMC lítium-ion akkumulátorral vagy 11   NCA akkumulátorral
Az akkumulátor kapacitásától függően az újratöltés 3-4 órát vesz igénybe normál háztartási aljzaton (egyfázisú 10A, 230V, 50 Hz). A 0–100%-os töltési idő 1 órára csökken, ha elektromos autó töltőállomást használnak

## Befejezi
- Városi[14]
- Dolce
- Verseny

### Limitált széria
- Pioneer Edition, 999 exemplaires korlátozott[15]

## Fordítás
Ez a szócikk részben vagy egészben  a   Microlino című francia Wikipédia-szócikk ezen változatának fordításán alapul.  Az eredeti cikk szerkesztőit annak laptörténete sorolja fel. Ez a jelzés csupán a megfogalmazás eredetét és a szerzői jogokat jelzi, nem szolgál a cikkben szereplő információk forrásmegjelöléseként.